# Остання сурма (оповідання)
«Остання сурма» (англ. The Last Trump) — науково-фантастичне оповідання американського письменника  Айзека Азімова, вперше надруковано у червні 1955 журналом «Fantastic Universe». Увійшло до збірки «На Землі достатньо місця» (Earth Is Room Enough) (1957).

## Сюжет
Голова затвердив наказ Ради Вищих про призначення Дня воскресіння на Землі на 1 січня 1957 року. Звучить сурма архангела Гавриїла, час зупиняється і мертві від недавніх до давніших починають один за одним воскресати.
Молодший серафим Етеріїл, який наглядає за цим світом, не має права зупинити виконання наказу, але добивається аудієнції у всемогутнього Голови, пропонуючи йому власний план, який дозволить зберегти цей свій без скасування всемогутнього наказу.
Тим часом на Землі поміж воскреслими людьми мандрує таємничий містер Аріман (англ. R. E. Mann), котрий вельми задоволений результатом. Страшний суд відбувся миттєво, і численні воскресаючі на Землі мають дістатися йому.
Етеріїл пропонує Голові, відкласти виконання указу до того часу, як всі люди погодяться з єдиним розумінням дати 1 січня 1957. Розчарований містер Аріман розпочинає розробку нового спільного календаря Атомної ери, котра наступила 1 грудня 1944 року.